# Cruz de San Salvador de Fuentes

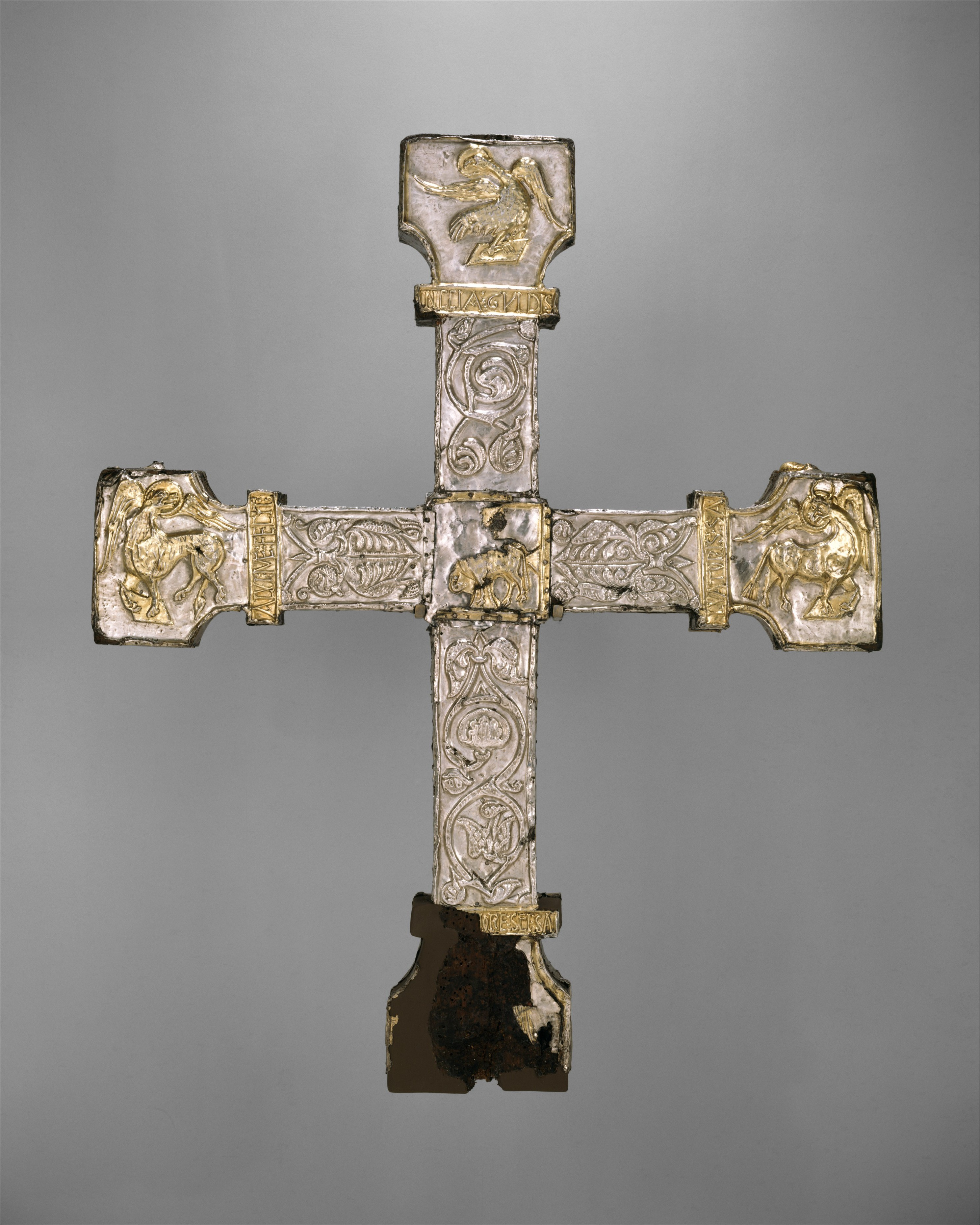
Reverso de la Cruz.

La cruz de San Salvador de Fuentes es una cruz votiva que se encontraba en el templo de la Iglesia de San Salvador (Fuentes) en la localidad asturiana de Fuentes en el concejo de Villaviciosa.
Después de largas negociaciones con la iglesia de San Salvador de Fuentes, Ernesto Guilhou, hijo del banquero francés Numa Guilhou e importante industrial dueño del Banco Guilhou y de la Fábrica de Mieres, además de un gran coleccionista de arte antiguo, compró la cruz en 1898 y la llevó a su finca Laclau, en el sur de Francia. Posteriormente, Guilhou encargó al marchante Arthur Sambon, destacado especialista en la Italia antigua y los etruscos y presidente de la Cámara de expertos de Arte de París que le buscase un comprador. Sambon ya había trabajado anteriormente para Guilhou y en marzo de 1905 se encargó de subastar su colección de arte clásico en la sala n.º 7 del Hotel Drouot de París, negociando  la operación de venta de esta joya con el magnate y banquero americano John Pierpont Morgan, que en 1917 la acabó donando al Metropolitan Museum de Nueva York.
En 1993 la cruz se exhibió por primera vez en Asturias desde 1898 dentro de la exposición Orígenes. La cruz se conserva en el Museo Metropolitano de Nueva York. Esta joya es, para muchos historiadores, la pieza más importante de Asturias después de la cruz de la Victoria y su valor en el mercado es incalculable. 

## Descripción
La cruz es un trabajo de orfebrería en madera revestida con plata parcialmente dorada, piedras, camafeo romano y joyas. Tiene unas medidas de 59,1 × 48,3 × 8,7 cm. Está datada circa de 1150-1175.
En el reverso se puede contemplar la inscripción en latín de la donante Sancha González: 

[EN HO] NORE: S [AN] C [T] I: SA / LVATORIS: SA / NCCIA: GVIDIS / ALVI: ME: FECIT «Sancha González, me hizo en honor de San Salvador».

 Además de la inscripción existen varios bajo relieves; en el centro se puede ver el Cordero místico y en las terminaciones de los brazos de la cruz por esta parte del reverso se pueden apreciar los símbolos alegóricos a los Evangelistas: Un águila, el león y un toro. El cuarto símbolo correspondiente al brazo central en la parte inferior y que se encuentra desaparecido era un ángel.
En el anverso hay la imagen principal de Jesucristo crucificado y coronado, teniendo en cada uno de los brazos laterales las figuras en relieve de la Virgen María y de San Juan,-uno a cada lado-. Coronando la parte superior de la cruz se puede ver un ángel incensaario y en la parte inferior la representación de Adán saliendo de su tumba. Sobre la cabeza de Cristo hay una cavidad tapada con una piedra preciosa que todavía contiene una reliquia, sin que se sepa a quien corresponde.

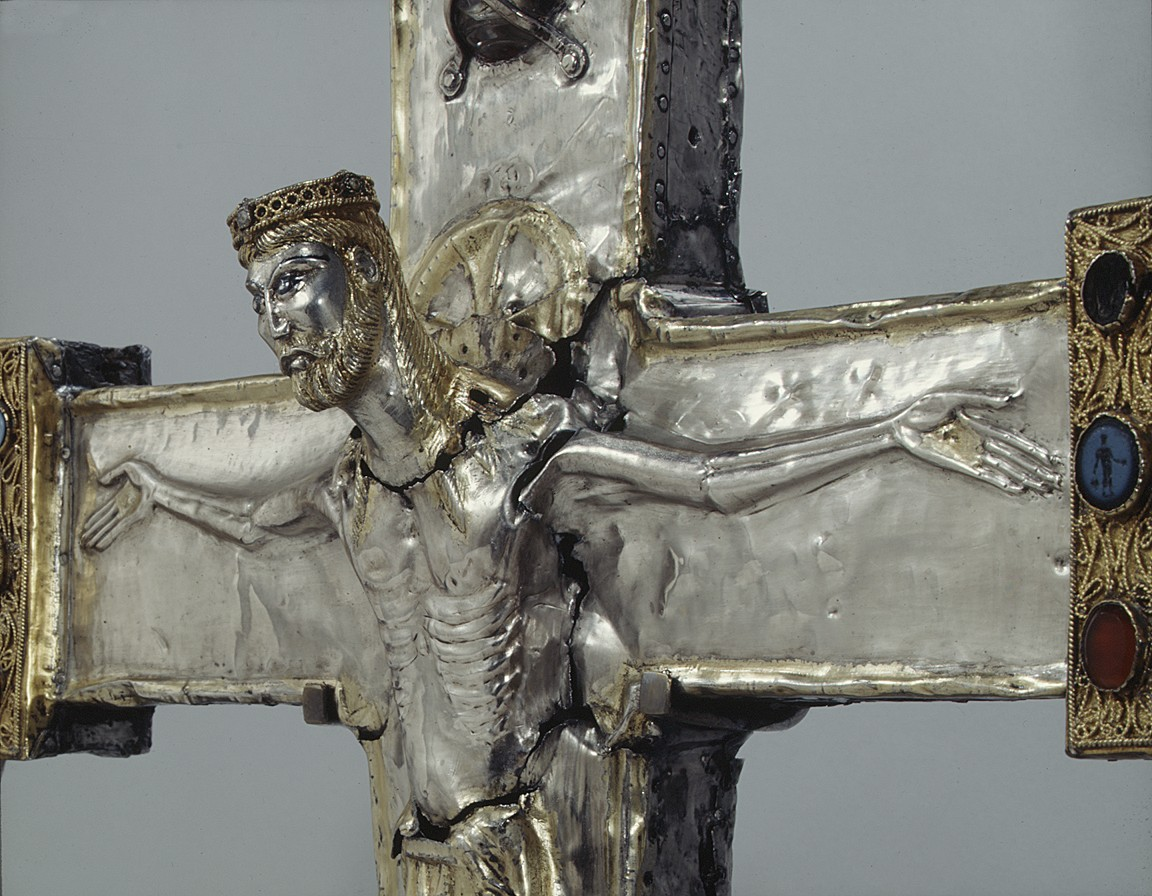
Detalle del Cristo en el anverso.
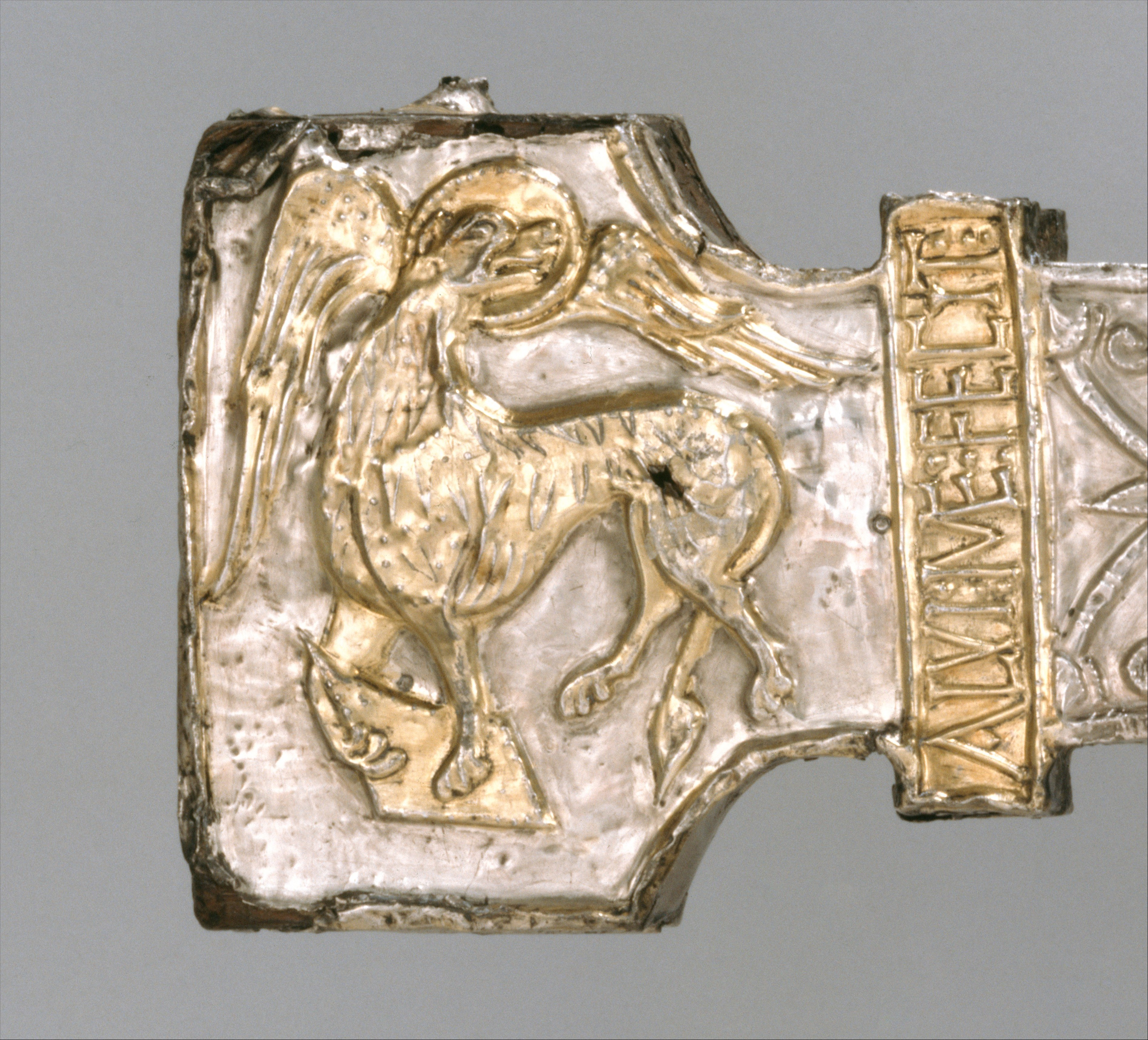
Detalle inferior posterior
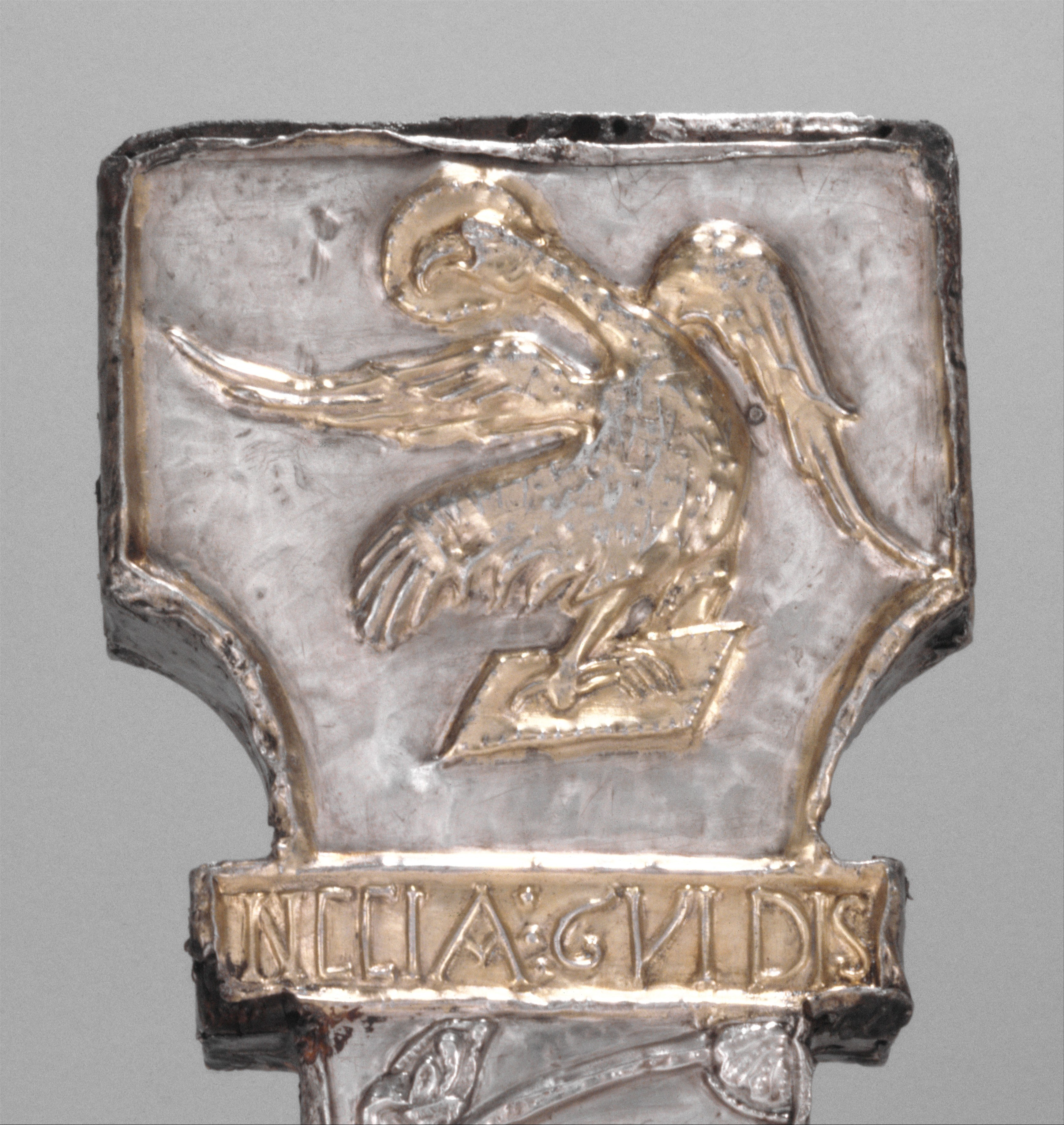
Detalle posterior superior
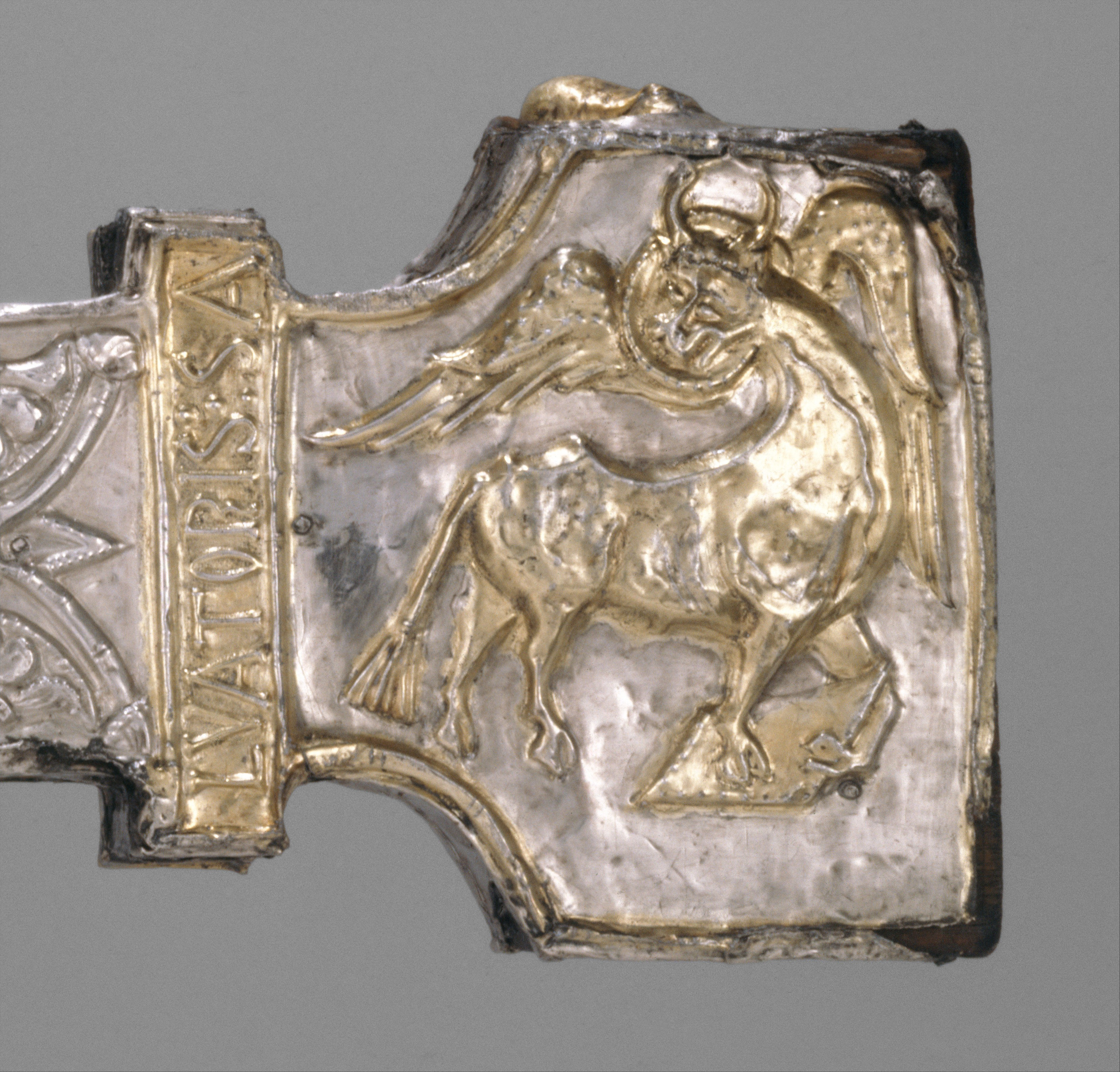
Detalle posterior